# Янукович, Александр Викторович
Алекса́ндр Ви́кторович Януко́вич (укр. Олександр Вікторович Янукович; род. 10 июля 1973, Енакиево) — украинско-российский предприниматель, по первому образованию — медик-стоматолог, а по второму полученному в Донецком национальном университете — экономист. Президент корпорации «Менеджмент ассетс компани», владелец благотворительного фонда «Александр Янукович». Старший сын бывшего четвёртого президента Украины Виктора Януковича. С июля 2011 (по данным издания «Левый Берег») являлся владельцем акций ныне не существующего телеканала «Тонис».
В интервью изданию Kyiv Post Александр опроверг информацию, о том что он владеет какими-либо телеканалами. По мнению французской газеты Le Figaro в 2012 году вошёл в число пяти богатейших людей Украины. Миллионер.
В рейтинге журнала «Корреспондент» в списке ста самых влиятельных украинцев за 2012 год занял 4-е место. По состоянии на ноябрь 2011, к сфере влияния Александра Януковича относили руководителей Национального банка Украины Сергея Арбузова, Министерства внутренних дел Виталия Захарченко, Государственной налоговой службы Александра Клименко и Государственного агентства земельных ресурсов Украины Сергея Тимченко. В феврале 2014 года покинул территорию Украины. В 2024 году получил российское гражданство. Находится в санкционных списках Евросоюза, США, Великобритании и других стран. 

## Семья
- Отец — Виктор Фёдорович Янукович — бывший президент Украины с 25 февраля 2010 по 22 февраля 2014 года.
- Мать — Людмила Александровна Янукович, пенсионерка.
- Брат — Виктор Викторович Янукович (1981—2015) — был членом Партии регионов Украины, народный депутат Украины VI и VII созывов.
- Жена — Елена Николаевна[15] или Викторовна[16] Янукович[17]
- Сын — Виктор Александрович Янукович (род. 2000)[17]
- Сын — Александр Александрович Янукович (род. 2009)[17]
- Племянник — Илья Викторович Янукович (род. 31 января 2010)

## Деятельность
Предположительно, во времена Оранжевой революции Александр Викторович Янукович проживал в Донецке вместе с семьёй. По мнению украинского журнала Forbes, Александр Викторович Янукович является держателем активов своего отца. По данным украинской газеты «Ура Информ», Александр является президентом корпорации «Менеджмент ассетс компани», которая выступила заказчиком строительства бизнес-центров «Северный» и «Столичный», а также восстановления памятников архитектуры в Балаклаве и строительства на их базе гостиничного комплекса с яхт-клубом. Является владельцем ПАО «Всеукраинский банк развития».
По состоянию на 1 ноября 2013 года журнал «Корреспондент» оценил состояние Александра Викторовича Януковича в 510 млн долларов.
В 2014 году с состоянием в $79 млн входил в топ-100 самых богатых украинцев по версии издания «Новое время» — капитал Александра уменьшился на 78 %.
«Многие из тех, кому довелось вести крупный бизнес во времена Виктора Януковича, вспоминают фразу Александра Викторовича. Эдуард Прутник, например. Конкретно: „У нас нет бизнеса 50/50. Есть бизнес 80 на 20, хочешь — бери менеджируй, управляй, 20 % — твои“» (Соня Кошкина).
Согласно расследованию «Важных историй» от февраля 2025 г., связанная с Александром Януковичем компания экспортируют за рубеж уголь с оккупированных Россией территорий Украины в Турцию, а до введения санкций — в Болгарию, Эстонию, Чехию и Румынию.

## Предприятия
Александр Янукович владел следующими предприятиями и организациями:
- ПАО «Всеукраинский банк развития»[26]
- МАКО — Менеджмент Ассетс Компани[27]
- ЧАО «Маринсервис», владеющая туристическим комплексом в Балаклаве[28]
- По данным автобиографии Виктора Фёдоровича, в 2007 году Александр являлся заместителем главы ВАТ «Донбаснафтопродукт» (15 % украинского бензинового рынка), близкого к ахметовскому «Донгорбанку».
- Телеканалы Tonis, Business и Dobro (согласно досудебному расследованию Генеральной прокуратуры Украины[29])

## Возбуждение уголовных дел
28 февраля 2014 года в Женеве началось расследование в отношении Александра Януковича и его отца Виктора Януковича. Их подозревали в коррупции.
18 апреля 2014 года СБУ объявила Александра Януковича в розыск. Он подозревается в совершении преступления, предусмотренного частью 2 статьи 366 Уголовного кодекса Украины — служебная подделка, подделка документов, а также составление и выдача заведомо ложных документов, повлекшее тяжкие последствия.
12 января 2015 года специальная комиссия Международной полицейской организации по запросу украинской стороны объявила Александра Януковича в международный розыск Интерпола.
15 апреля 2015 года СБУ открыла уголовное дело в отношении фирмы «Мако трейдинг», принадлежащей Александру Януковичу по подозрению в финансировании терроризма.
В мае 2017 года Интерпол документально подтвердил, что снял с розыска Александра Януковича и он не находится в базе розыска Интерпола.

## Санкции
6 марта 2014 года Евросоюз и Канада объявили, что Янукович с отцом и младшим братом числятся в списках высокопоставленных украинских чиновников, против которых вводятся финансовые санкции в связи с обвинениями в незаконном присвоении и растрате государственных средств Украины.
30 июля 2015 года Янукович внесен в санкционный список США.
4 августа 2022 года, на фоне вторжения России на Украину, Янукович внесен в расширенный санкционный список Евросоюза:

За время президентства Виктора Януковича и благодаря личным связям с группой лиц, близких к его отцу, он завёл множество деловых интересов и накопил большое состояние. Он по-прежнему ведет свою коммерческую деятельность в Донбассе, контролируемом сепаратистскими группировками, особенно в энергетическом, угольном, строительном, банковском секторах и секторах недвижимости. В частности, благодаря тесным связям с пророссийскими сепаратистами он приобрел ключевые экономические активы в так называемых «Донецкой и Луганской Народных Республиках», в том числе в энергетическом, угольном и недвижимом секторах. Сепаратистский батальон «Оплот» (в санкционных списках с февраля 2015 года) защищал его девелоперские проекты в так называемой «Донецкой народной республике». — «Официальный журнал Европейского союза», Брюссель, 4 августа 2022 года
Также находится в санкционных списках Швейцарии, Украины и Новой Зеландии.

## Судебные дела
3 сентября 2015 года Печерский районный суд Киева отказал Александру Януковичу в удовлетворении его иска к Министерству юстиции Украины и депутату Верховной Рады Украины Антону Геращенко (фракция «Народный фронт») из-за высказываний в ноябре 2014 года о причастности сына экс-президента Украины Януковича В. Ф. к расстрелу активистов Евромайдана в феврале 2014 года. Об этом говорится в фотокопии решения суда, опубликованной на странице пресс-секретаря Александра Януковича в социальной сети Facebook. Согласно решению, суд счел высказывания Геращенко оценочными суждениями и указал на то, что суждения такого рода не подлежат опровержению и наказанию.
13 октября 2015 года Александр Янукович подал иск в Европейский суд по правам человека в связи с регулярными нарушениями Украиной прав человека в отношении него и получением материальной компенсации за потерю права собственности на 100 % акций Всеукраинского банка развития в размере рыночной стоимости акций. Основанием для подачи иска стало решение Национального банка Украины от 27 ноября 2014 года о признании Всеукраинского банка развития неплатежеспособным, что повлекло за собою введение в банк временной администрации и его фактическую экспроприацию. Вследствие данного решения НБУ Александр Янукович потерял право собственности на 100 % акций банка.
3 марта 2016 года Печерский районный суд Киева наложил арест на 11 банковских счетов в 3 банках, которые были открыты компаниями, принадлежавшими Александру Януковичу, в рамках досудебного расследования от 8 мая 2014 года по подозрению в завладении им бюджетными средствами. В частности, аресты были наложены на счета компаний «Мако Холдинг», «Мако Актив», «Билдинг Инвестменс Групп». Суд наложил аресты на 4 счета в банке ING Bank NV (Нидерланды), на 5 счетов в Укрбизнесбанке и на 2 счета во Всеукраинском банке развития (последние 2 — ликвидируемые).